# Suriname ai Giochi della XXIV Olimpiade
Il Suriname partecipò ai Giochi della XXIV Olimpiade, svoltisi a Seul, Corea del Sud, dal 17 settembre al 2 ottobre 1988, con una delegazione di 6 atleti impegnati in quattro discipline.

## Medaglie
| Medaglia | Atleta        | Sport | Evento                  |
| -------- | ------------- | ----- | ----------------------- |
| Oro      | Anthony Nesty | Nuoto | 100 m farfalla maschili |